# Аудиција (ТВ емисија)
Аудиција је српски талент шоу који се емитовао на РТВ Пинк од 4. јануара 2015. у 21 час. Емисију реализује Сити рекордс.
Петочлани жири оцењује кандидата, има 30 секунди да се покаже пред жиријем и потребно је да добије једно зелено да прође пред публику. Пред публиком су му потребна минимално 3 зелена тастера да прође у следећу емисију. Потребно је да прође 5 емисија да би ушао у финалне емисије.

## I сезона
Прва сезона је почела 4. јануара 2015. Водитељка је била Катарина Марковић. Победник прве сезоне Аудиције је Мирослав Ђорђевић.
Укупно је било 18 епизода + 5 финалних + 1 суперфинална

### Жири
- Андрија Милошевић
- Милан Калинић
- Марко Живић
- Драган Маринковић Maца
- Душица Јаковљевић

### Финалисти
- 1.Мирослав Ђорђевић
- 2.Ђуро Франета
- 3.Срђан Олман
- 4.Александар Шуковић
- 5.Тијана Искић
- 6.Филип Угреновић
- 7.Александар и Љуба
- 8.Миа Станишић
- 9.Јелена Ћетковић
- 10.Луна Савана Алимпић
- 11.Наталија Антонијевић
- 12.Породица Стојковић
- 13.Савко Јевђовић
- 14.Марко Бошковић
- 15.Ана и Милена

## II сезона
Друга сезона је почела 29. новембра 2015. Водитељка је Софија Рајовић.

### Жири
- Андрија Милошевић
- Милан Калинић
- Марко Живић
- Драган Маринковић Маца
- Пети члан жирија се мења из емисије у емисију.

Тренутни финалисти су: Дејан Тасић, Иван Радивојевић, Јасмин Џемиђић, Горан Петрашевић, Денис Рајчевић, Марко Пешић, Синиша и Недељка, Фарук Зврко, Сретен Смиљанић, Александра Здравковић, Павле Новаковић